# Angelsächsischer Kapitalismus
Das angelsächsische Modell oder der angelsächsische Kapitalismus (so genannt, weil er in englischsprachigen Ländern wie Großbritannien, den Vereinigten Staaten, Kanada, Neuseeland, Australien und Irland praktiziert wird) ist ein kapitalistisches Modell, das in den 1970er Jahren auf der Grundlage der Chicagoer Wirtschaftsschule entstanden ist. Seine Ursprünge gehen jedoch bis ins 18. Jahrhundert  und auf die Erkenntnisse des britischen Ökonomen Adam Smith zurück.
Charakteristisch für dieses Modell sind niedrige Regulierungs- und Steuerniveaus und ein öffentlicher Sektor, der weniger Dienstleistungen erbringt. Es kann auch starke private Eigentumsrechte, Vertragsdurchsetzung und allgemeine Erleichterung der Geschäftstätigkeit sowie niedrige Handelshemmnisse bedeuten.

## Meinungsverschiedenheiten bezüglich des Begriffs
Befürworter des Begriffs „angelsächsische Wirtschaft“ argumentieren, dass die Volkswirtschaften dieser Länder derzeit in ihrer liberalen und freien Marktorientierung so eng miteinander verwandt seien, dass sie als Teil eines bestimmten makroökonomischen Modells angesehen werden könnten. Diejenigen, die mit der Verwendung des Begriffs nicht einverstanden sind, behaupten jedoch, dass sich die Volkswirtschaften dieser Länder ebenso sehr voneinander unterscheiden wie die der „wohlfahrtskapitalistischen“ Volkswirtschaften Nord- und Kontinentaleuropas.
Dem angelsächsischen Modell des Kapitalismus wird in der Regel das kontinentale Modell des Kapitalismus, der so genannte Rhein-Kapitalismus, die soziale Marktwirtschaft oder das deutsche Modell gegenübergestellt, und auch nordeuropäische Modelle des Kapitalismus in den nordischen Ländern, das so genannte nordische Modell. Der Hauptunterschied zwischen diesen Volkswirtschaften aus angelsächsischen Volkswirtschaften besteht in der Reichweite von Tarifverhandlungsrechten und korporatistischer Politik.
Die Unterschiede zwischen angelsächsischen Volkswirtschaften zeigen sich in der Besteuerung und dem Sozialstaat. Das Vereinigte Königreich hat ein deutlich höheres Besteuerungsniveau als die USA. Darüber hinaus gibt das Vereinigte Königreich weit mehr als die USA für den Wohlfahrtsstaat als Prozentsatz des BIP aus und gibt auch mehr aus als Spanien, Portugal oder die Niederlande. Diese Ausgaben liegen aber immer noch deutlich unter denen Frankreichs oder Deutschlands.
In Nordkontinentaleuropa verwenden die meisten Länder gemischtwirtschaftliche Modelle, die als „Rheinischer Kapitalismus“ bezeichnet werden (ein aktueller Begriff, der insbesondere für die Makroökonomie Deutschlands, Frankreichs, Belgiens und der Niederlande verwendet wird), oder dessen nahe Verwandte, das nordische oder „schwedische Modell“ (das sich auf die Makroökonomie Dänemarks, Islands, Norwegens, Schwedens und Finnlands bezieht).
Die Debatte unter den Ökonomen, welches Wirtschaftsmodell besser ist, kreist um Perspektiven wie Armut, Arbeitsplatzunsicherheit, soziale Dienstleistungen und Ungleichheit. Allgemein argumentieren Befürworter des angelsächsischen Kapitalismus, dass liberalisierte Volkswirtschaften mehr Wohlstand erzeugen, während Verteidiger kontinentaler Modelle dagegen konterkarieren, dass sie weniger Ungleichheit und Armut am unteren Rand erzeugen. Die Entscheidung Großbritanniens, die Europäische Union zu verlassen und die Amtseinführung von Donald Trump als 45. Präsident der Vereinigten Staaten haben die anhaltende Dominanz des angelsächsischen Modells in seiner jetzigen Form in Frage gestellt.